# 사운드 셰이프
사운드 셰이프(영어: Sound Shape)는 삼각형, 사각형, 별 등의 모양의 틀에 막이 붙어 있는 악기이다. 틀에 붙는 막을 연주하기 때문에, 막명악기로 분류한다.

## 상세
소리가 작기 때문에, 공연에는 쓰지 않고 주로 아이들의 교육 용도로 쓰인다. 때문에 어린이집, 유치원, 문화센타 등지에서 많이 볼 수 있다. 오르프 악기의 하나이다.

## 같이 보기
- 타악기
- 막명악기
- 북